# Minerve
Minerve en francés  y oficialmente ( Menèrba en occitano), es un pequeño pueblo medieval y comuna francesa, situada en el departamento francés de Hérault y la región de Languedoc-Rosellón-Mediodía-Pirineos, a 10 km de Olonzac, 28 km de Saint-Pons-de-Thomières  y a 32 km de Narbonne. Capital histórica del país del Minervois, este pequeño municipio destaca por la producción de vinos de gran calidad. 
El pueblo está clasificado con el sello de calidad de Los pueblos más bellos de Francia, Les plus beaux villages de France. 

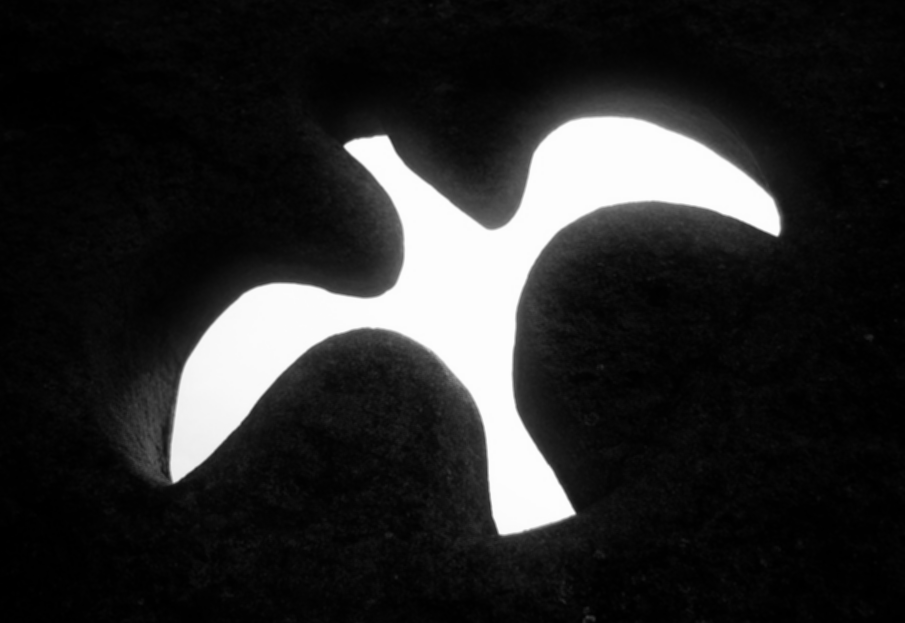
"Paloma de Luz" de J.L. Séverac.

Sus habitantes reciben el gentilicio en francés de Minervois.

## Geomorfología

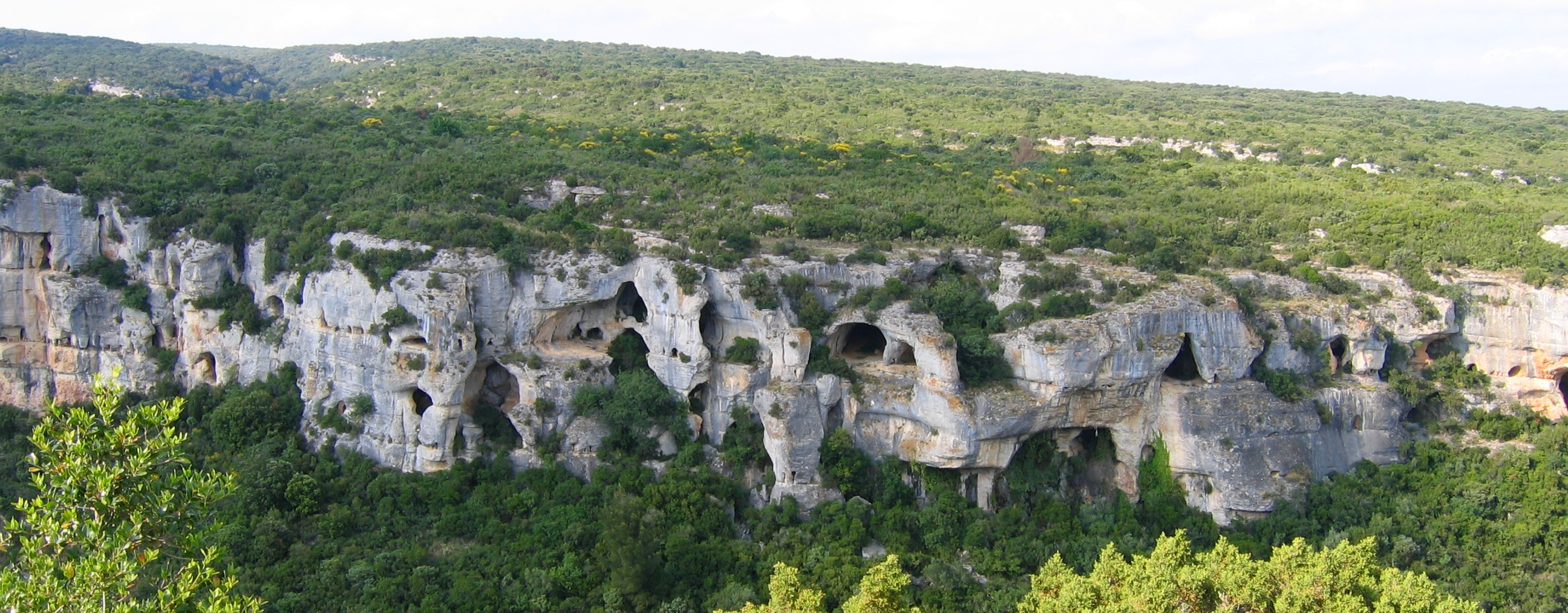
Roca calcárea en Minerve.

En un lugar de una rara belleza natural, donde el río Cesse desliza sus aguas bajo un puente natural y, el Brian forma profundas gargantas, formando ambos una meseta rocosa rodeada por cañones formados por los dos ríos, sobre la cual fue edificada la Cité de Minerve.
La meseta calcárea sigue siendo excavada y tallada por la incesante acción del agua. Ha dado lugar a dos puentes naturales excavados por el Cesse.

## Etimología
El nombre mítico de Minerve no tendría nada que ver con la diosa Minerva a pesar de la influencia romana en el desarrollo de la ciudad, según algunos estudiosos. Predomina para otros la derivación de la raíz Men (la misma que en men-hir), es un topónimo celta que expresa su situación geográfica, encaramada sobre la roca (como la numerosa toponimia romana que comienza por Roc o Roque).

## Demografía
| 250 | 226 | 285 | 276 | 395 | 357 | 403 | 403 | 386 | 350 | 326 | 289 | 266 | 265 | 246 | 261 | 240 | 240 | 225 | 235 | 240 | 204 | 213 | 217 | 189 | 166 | 138 | 125 | 106 | 112 | 104 | 111 | 112 |
| Para los censos de 1962 a 1999 la población legal corresponde a la población sin duplicidades (Fuente: INSEE [Consultar]) |     |     |     |     |     |     |     |     |     |     |     |     |     |     |     |     |     |     |     |     |     |     |     |     |     |     |     |     |     |     |     |     |

## Historia
En el siglo XIII, durante la Cruzada albigense, después del saqueo de Béziers, en 1209, Minerve fue uno de los refugios principales para los cátaros y caballeros faidits de la región.
En la primavera de 1210,  Simón de Montfort decidió preparar la ofensiva contra Minerve, capital del Minervois. Las asombrosas defensas naturales de Minerve, con sus gargantas; además, 1000 m de murallas dobles bordeando barrancos impresionantes y el acceso a la meseta calcárea defendido por un sólido castillo vizcondal, disuadieron a Montfort de intentar un asalto.
El lugar solo podía ser tomado por un sitio, teniendo como aliados la sequía y el calor. Los cruzados podían acelerar las cosas destruyendo la principal reserva de agua de los sitiados, el pozo, situado en la parte baja de la ciudad, al pie del acantilado que domina el río Brian.
Cuatro catapultas fueron colocadas contra Minerva, tres apuntando a la puerta de la ciudad y la cuarta, la más grande, bautizada como la Malvoisine (Mala vecina), en el otro extremo, con el objetivo de destruir el pozo.
A principios de verano, las catapultas comenzaron a batir muros. En el interior de la ciudad, empezaron a escasear los víveres, no solamente el acceso al agua estaba constantemente amenazado, sino que sabían que a la primera brecha en cualquier acceso, los 200 hombres de guarnición no resistirían el ataque de los cruzados.
Tras siete semanas de asedio, el pozo cedió y el vizconde de Minerva, Guilhem de Minerve, tuvo que negociar la rendición. Él consiguió salvar la vida, lo mismo que los habitantes de Minerve. Para los más de 150 Perfectos cátaros, hombres y mujeres, refugiados en la ciudad, hicieron construir una gigantesca hoguera en la que todos perecieron, el 22 de julio de 1210, al no querer abjurar a su fe. Esta fue la primera gran hoguera colectiva de la Cruzada albigense, Montsegur, 34 años más tarde sería la última.
A partir de este hecho empieza una irremediable decadencia para la población. 
Durante las Guerras de religión de Francia, la monarquía absoluta destruirá sistemáticamente los castillos estratégicos del interior de la región para anular los últimos contrapoderes señoriales. Luis XIII hace derruir el castillo de Minerve. 

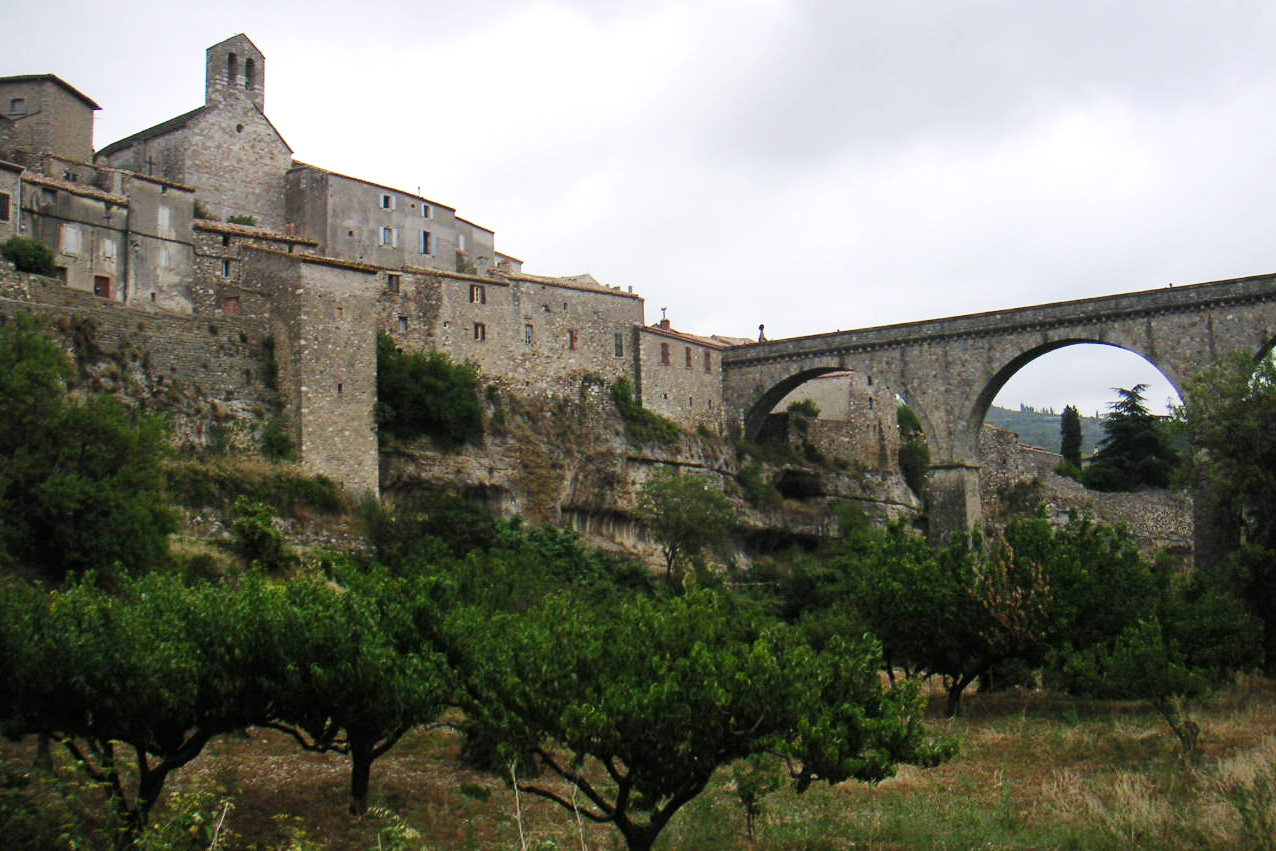
Puente de piedra y Minerve.

El desarrollo vinícola y plantaciones de vid, del siglo XIX, le da un pequeño impulso, pero no es hasta finales del siglo XX que empieza a resurgir gracias a su vino con denominación de origen y el turismo.

## Economía
Tiene dos principales fuentes económicas, el turismo y la producción del vino de Minerve con AOC desde 1985.

## Lugares de interés
La ciudad guarda muchos vestigios de la época medieval: la muralla medieval, las puertas fortificadas, sus poternas, sus torres y los vestigios del castillo que defendía a la ciudadela en su parte más estrecha. Hoy no queda más que la pared Norte del siglo XIII. 
En la plaza de la iglesia, J.L. Séverac esculpió la célebre "Paloma de Luz" (la silueta de una paloma alzándose al vuelo), en memoria a los mártires cátaros del 1210, en un bloque megalítico.
Múseo de Heurepel de Minerve, dedicado a la cruzada albigense y al catarismo, con maquetas reproduciendo los hechos.
La iglesia románica de Saint-Étienne del siglo XI.
Una reproducción exacta, en el lugar en que fue emplazada originalmente durante la cruzada albigense, de la catapulta Malvoisine.

## Personalidades ilustres
- Guilhem de Minerve, (finales del siglo XII, principios del XIII), Señor de Minerve que participó en la cruzada albigense contra Simón de Montfort en el ataque a la población y los habitantes.